# Kari Astala
Kari Astala (Helsinque, 26 de julho de 1953) é um matemático finlandês, que trabalha com análise.
Obteve em 1977 o diploma na Universidade de Helsinque, onde obteve em 1980 um doutorado, orientado por Klaus Vala, com a tese On measures of compactness and ideal variations in Banach spaces. De 1995 a 2002 foi Professor da Universidade de Jyväskylä.
Recebeu o Prêmio Salem de 1994 pela solução da proposição de Frederick Gehring e Reich na teoria dos mapeamentos quasi-conformes..
Foi palestrante convidado do Congresso Internacional de Matemáticos em Berlim (1998 - Analytic aspects of quasiconformity).